# Doropayung (Juwana)
Doropayung is een bestuurslaag in het regentschap Pati van de provincie Midden-Java, Indonesië. Doropayung telt 2986 inwoners (volkstelling 2010).